# Hymenophyllum microchilum
Hymenophyllum microchilum är en hinnbräkenväxtart som först beskrevs av Bak., och fick sitt nu gällande namn av Carl Frederik Albert Christensen. Hymenophyllum microchilum ingår i släktet Hymenophyllum och familjen Hymenophyllaceae. Inga underarter finns listade.